# Acraea andromba
Acraea andromba är en fjärilsart som beskrevs av Grose-smith 1891. Acraea andromba ingår i släktet Acraea och familjen praktfjärilar. Inga underarter finns listade i Catalogue of Life.